# Domiște, Kărdjali
Domiște (în bulgară Домище) este un sat în comuna Kirkovo, regiunea Kărdjali,  Bulgaria. 

## Demografie
Componența etnică a satului Domiște
     Turci (13,46%)
     Bulgari (73,06%)
     Nicio identificare (13,46%)
     Altele (0%)
La recensământul din 2011, populația satului Domiște era de 401 locuitori. Din punct de vedere etnic, majoritatea locuitorilor (73,06%) erau bulgari, cu o minoritate de turci (13,46%). Pentru 13,46% din locuitori nu este cunoscută apartenența etnică.